# Aldis Hodge
Aldis Hodge, właśc. Aldis Alexander Basil Hodge (ur. 20 września 1986 w Hrabstwie Onslow) – amerykański aktor.

## Filmografia
| Filmy fabularne | Filmy fabularne                | Filmy fabularne       | Filmy fabularne    |
| Rok             | Tytuł                          | Rola                  | Reżyser            |
| --------------- | ------------------------------ | --------------------- | ------------------ |
| 1995            | Szklana pułapka 3              | Raymond               | John McTiernan     |
| 1996            | Usłane różami                  | książę                | Michael Goldenberg |
| 2005            | Edmond                         | Leafleeter            | Stuart Gordon      |
| 2009            | Czerwone piaski                | Trevor Anderson       | Alex Turner        |
| 2013            | Szklana pułapka 5              | Foxy                  | John Moore         |
| 2013            | Grupa „Wschód”                 | Thumbs                | Zal Batmanglij     |
| 2015            | Straight Outta Compton         | MC Ren                | F. Gary Gray       |
| 2016            | Ukryte działania               | Levi Jackson          | Theodore Melfi     |
| 2016            | Jack Reacher: Nigdy nie wracaj | Anthony Espin         | Edward Zwick       |
| 2018            | Brian Banks                    | Brian Banks           | Tom Shadyac        |
| 2019            | Czego pragną mężczyźni         | Will                  | Adam Shankman      |
| 2019            | Clemency                       | Anthony Woods         | Chinonye Chukwu    |
| 2020            | Niewidzialny człowiek          | James Lanier          | Leigh Whannell     |
| 2022            | Black Adam                     | Hawkman (Carter Hall) | Jaume Collet-Serra |